# Verchin
Verchin ist eine Gemeinde im französischen Département Pas-de-Calais in der Region Hauts-de-France. Sie gehört zum Kanton Fruges im Arrondissement Montreuil. Sie grenzt im Nordwesten an Fruges, im Norden an Lugy, im Nordosten an Hézecques, im Osten an Lisbourg, im Südosten an Crépy, im Süden an Ambricourt, im Südwesten an Tramecourt und im Westen an Canlers.

## Bevölkerungsentwicklung
| Jahr      | 1962 | 1968 | 1975 | 1982 | 1990 | 1999 | 2008 | 2014 |
| --------- | ---- | ---- | ---- | ---- | ---- | ---- | ---- | ---- |
| Einwohner | 304  | 303  | 276  | 250  | 220  | 220  | 208  | 240  |

## Sehenswürdigkeiten
- Kirche Saint-Omer, Monument historique

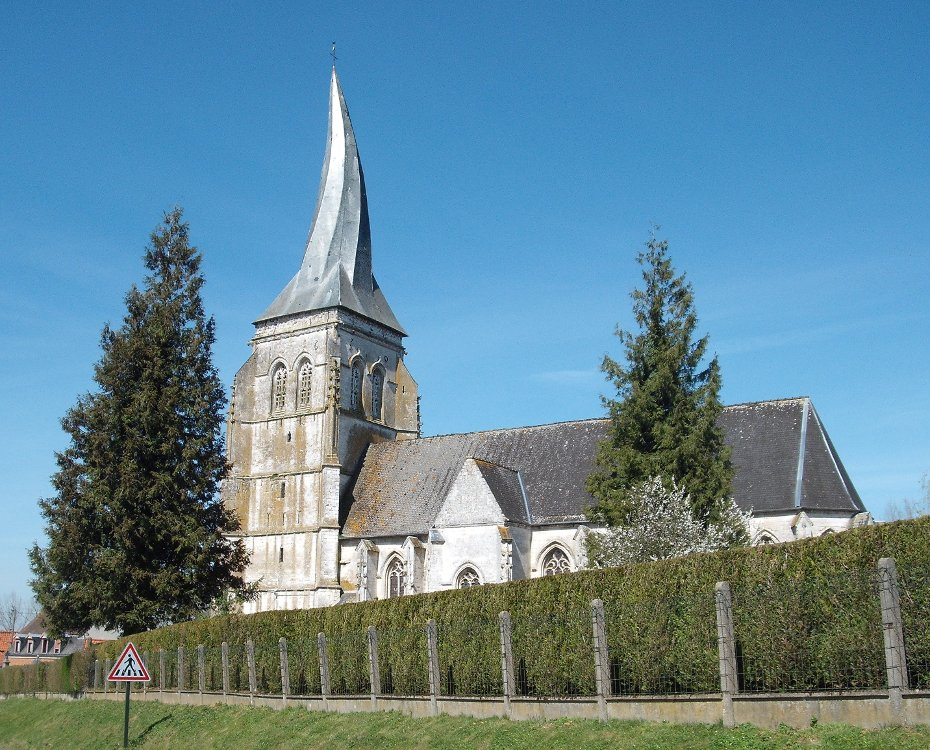
Kirche Saint-Omer